# San Jerónimo, Colombia
San Jerónimo är en ort i Colombia.   Den ligger i departementet Antioquía, i den nordvästra delen av landet, 270 km nordväst om huvudstaden Bogotá. San Jerónimo ligger 728 meter över havet och antalet invånare är 3 356.
Terrängen runt San Jerónimo är bergig österut, men västerut är den kuperad. Runt San Jerónimo är det mycket tätbefolkat, med 2 614 invånare per kvadratkilometer. Närmaste större samhälle är Antioquia, 16,7 km nordväst om San Jerónimo. I omgivningarna runt San Jerónimo växer i huvudsak städsegrön lövskog.